# うみねこのなく頃に散 episode8 - Twilight of the golden witch
『うみねこのなく頃に散 episode8 - Twilight of the golden witch』（黄金の魔女の黄昏）は、同人サークルである07th Expansionが製作している同人ゲーム『うみねこのなく頃に』の、シリーズ第8作である。『うみねこのなく頃に散』としては4作目であり、『うみねこのなく頃に』の完結編である。2010年12月31日のコミックマーケット79において販売された。タイトルは『うみねこのなく頃に散』と、「な」を赤文字で表記する。
シリーズで初めて選択肢が導入された。戦人とベアトリーチェを巡る物語はEP7の時点で書き終わっており、本作はエピローグ・外伝に当たるものとなっている。

## ストーリー
右代宮縁寿は泣いていた。12年前の六軒島事件の真相を探るために魔女となり、幾多のゲームを繰り返し、その挙句に待っていたのは、自らの両親が犯人かもしれないという最悪の答えだった。真実を知りたくとも、そのための術を持たずに泣きじゃくる縁寿のために、戦人は本当の最後のゲームを行うことにした。
1986年10月4日、縁寿は直前に体調を崩したものの、当日には元気になり無事親族会議に参加することができた。そこで縁寿を待っていたのは待ち望んだ真実ではなく、親族全員参加のハロウィンパーティーだった。縁寿は戦人を問い詰めるが、戦人は真実よりも大切なことを伝えたいといい、ゲームを進めていく。縁寿も最初は反発したが、クイズ大会などを経て、縁寿も次第に楽しみ始めていた。
しかし幻想の住人も加え、さらに大盛り上がりとなるパーティーの最中、突如縁寿が姿を消してしまった。縁寿をさらったのはもう一人のゲームマスターであるベルンカステルだった。ベルンカステルは戦人、ベアトリーチェと決着をつけるために自らが用意したゲームで勝負を挑んだ。
だがその裏で縁寿はベルンカステルとフェザリーヌからあることを知らされていた。それは六軒島事件の真実が書かれた絵羽の日記「一なる真実の書」がゲーム盤のどこかにあること、そしてそれを開くための鍵を縁寿自身が持っているということだった。
戦人とベルンカステルのゲームは戦人の勝利に終わり、パーティー会場に縁寿が戻ってきた。しかし、真実を知る術を見つけた縁寿は右代宮縁寿ではなく、エンジェ・ベアトリーチェとして戦人達に宣戦布告、そして一なる真実の書をめぐる戦いの幕が上がった。

## 事件の謎解き
本作では主に縁寿視点での謎解きが散りばめられている。
本話で追求される事件の謎には以下のようなものがある。
- 真実よりも大切なこと
- 留弗夫からの戦人の出産の真相
- 呂ノ上源次の詳細
- 今まで明かされなかった一部の幻想キャラクターの寄り代
- 八城十八の正体
- 六軒島事件の犯人が霧江、留弗夫、戦人というベルンカステルが提示する情報
- 絵羽が書いた六軒島事件の真相が書かれた「一なる真実」という日記
- 小此木と天草の縁寿&霞一味の殺害計画
- 絵羽の「一なる真実」なる日記に書かれている謎
- 大月教授や山羊たちの異常なまでの六軒島事件への真相探りの描写

## 漫画
スクウェア・エニックス刊『月刊ガンガンJOKER』で2012年2月号から2015年7月号まで連載された。
作画：夏海ケイ。
小説を除けば最後発の作品であるため、ストーリーを変更し、かなり通常の意味での解答編に近いものとなる旨単行本一巻のあとがきで述べられている。
- いくつかの良く広まった回答、バトラが犯人である可能性、純粋に事故であると言った説へのかなり強い否定
- ストーリーの随所にEP1から6におけるほぼ完全な模範解答を配置
- 赤字のうち「複数のエピソード」にまたがるもの「登場人物の人物像そのもの」について猫箱の外でも事実であるというルール
- 定義の曖昧な言葉を用いた赤字についていの言抜けが可能であることの確認
- 登場人物の行動原理の明確化
- 極端なメタネタの排斥
- ひぐらしのなく頃にとの接続の明確化

などが行われている。
1. ISBN 978-4-75-753703-3 2012年8月22日 初版発行
2. ISBN 978-4-75-753830-6 2012年12月22日 初版発行
3. ISBN 978-4-75-754045-3 2013年8月22日 初版発行
4. ISBN 978-4-75-754176-4 2013年12月21日 初版発行
5. ISBN 978-4-75-754389-8 2014年8月22日 初版発行
6. ISBN 978-4-75-754497-0 2014年12月22日 初版発行
7. ISBN 978-4-75-754609-7 2015年4月22日 初版発行
8. ISBN 978-4-75-754718-6 2015年8月22日 初版発行
9. ISBN 978-4-75-754719-3 2015年8月22日 初版発行

## 小説
著：竜騎士07 イラスト：ともひ 考証協力：KEIYA 講談社BOX
- うみねこのなく頃に散 Episode8 ISBN 978-4-06-512931-9 2018年9月30日 初版発行